# كمبايا

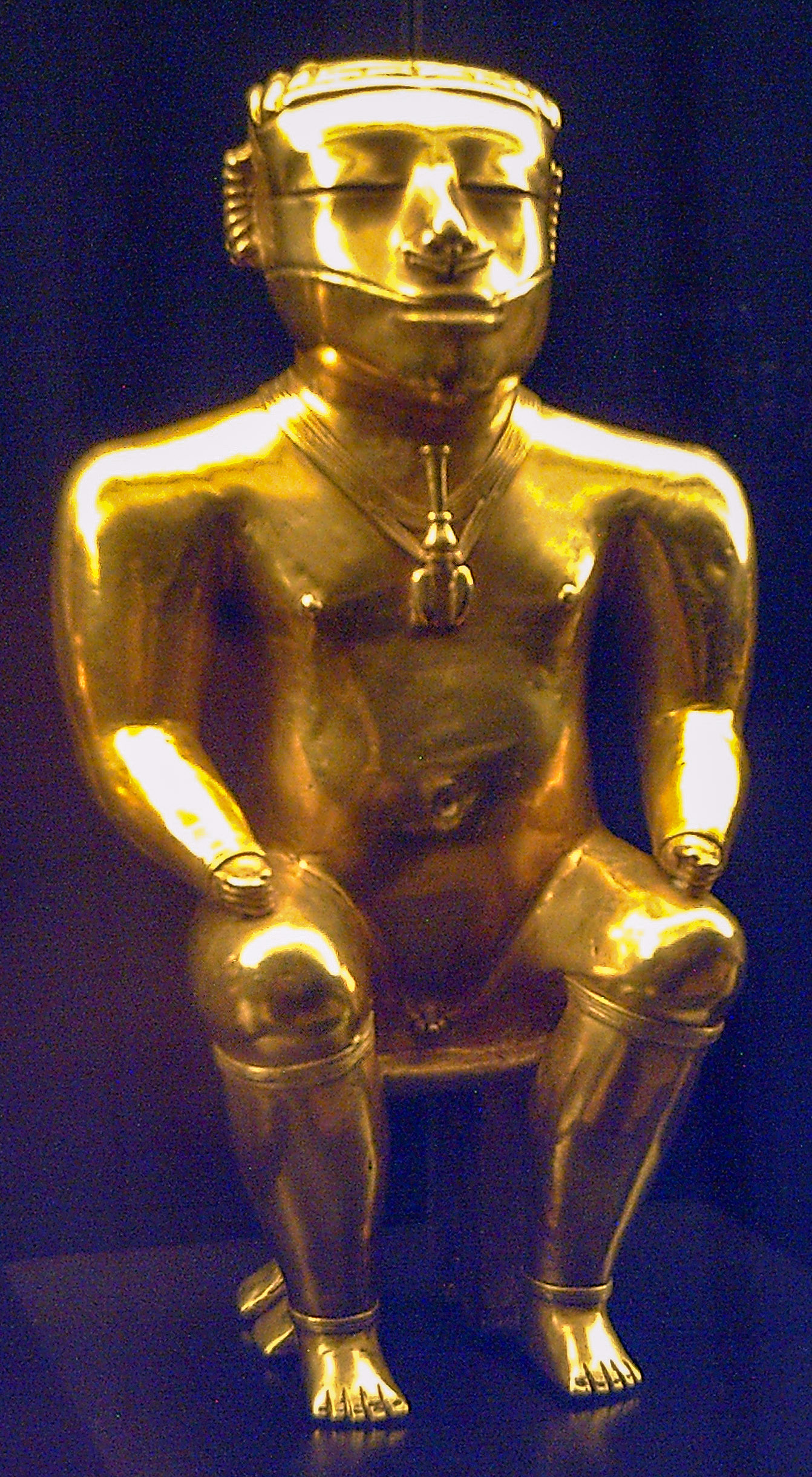
تمثال صغير لرجل مصنوع من سبيكة تمباغا الذهبية

كِمبايا هم مجموعة عرقية صغيرة كانت تقطن كولومبيا وشكلت حضارةً هناك في العصر قبل الكولومبي، وكانت مشهورة بشكل خاص بصناعة التحف المصنوعة من التمباغا، وهي سبيكة من الذهب والنحاس.
ازدهرت تلك الحضارة في القرن السادس الميلادي، حتى مجيء الغزاة الإسبان الذين قضوا عليها.